# Chingiz Mogushkov
Chingiz Mogushkov, né le 31 décembre 1986 est un haltérophile russe.

## Palmarès

### Championnats d'Europe
- 2015 à Tbilissi
  -  Médaille d'argent en plus de 105 kg.